# ولفرام سانگر
ولفرام سانگر (انگلیسی: Wolfram Saenger؛ زادهٔ ۲۳ آوریل ۱۹۳۹) زیست‌شیمی‌دان، و استاد دانشگاه اهل آلمان است. یک بیوشیمیست و پژوهشگر کریستالوگرافی پروتئین است.

## زندگی
در طول کار پژوهشی که به مدت بیش از ۳۰ سال فعالیت داشته‌است، وی در مؤسسه پزشکی تجربی ماکس پلانک، دانشگاه هاروارد (دانشکده پزشکی هاروارد) و دانشگاه برلین، مشغول به کار بوده‌است، جایی که وی مؤسسه تحقیقات کریستالوگرافی را تا زمان بازنشستگی در سال ۲۰۱۱ رهبری کرده‌است. او عضو IUPAC و آکادمی ملی علوم است.